# Extrudeuse
Une extrudeuse est une machine utilisée dans divers domaines industriels réalisant l'extrusion de matrices de diverses natures. Elle convient aux matériaux thermoplastiques ou au caoutchouc pour leur donner le plus souvent une forme régulière prédéfinie, par exemple de poudre ou de granulés en tant que produits finis ou semi-finis. 
Elle est utilisée par exemple lors de la fabrication de granulés par granulation galénique par voie humide. L'extrudeuse peut être couplée à un sphéronisateur afin d'obtenir des particules granulées fines pouvant dès lors être utilisées sous cette forme-même comme granulés, granulés effervescents, etc., ou peuvent entrer dans la formulation de comprimés.